# Metsküla (Raikküla)
Metsküla – wieś w Estonii, prowincji Rapla, w gminie Raikküla.